# Sainte-Néomaye
Sainte-Néomaye település Franciaországban, Deux-Sèvres megyében. Lakosainak száma 1353 fő (2022. január 1.). Sainte-Néomaye Azay-le-Brûlé, La Crèche, Fressines, Romans, Saint-Martin-de-Saint-Maixent és Aigondigné községekkel határos.

## Népesség
A település népessége az elmúlt években az alábbi módon változott:
| Lakosok száma | 1357 | 1346 | 1368 | 1320 | 1324 | 1327 | 1331 | 1334 | 1353 |
|               | 2013 | 2015 | 2016 | 2017 | 2018 | 2019 | 2020 | 2021 | 2022 |